# Ахтговен (Вейфгеренланден)
Ахтговен (нід. Achthoven) — селище в нідерландській провінції Утрехт. Входить до муніципалітету Вейфгеренланден.
Його площа становить 7,11 км², а населення станом на 2021 рік складало 230 осіб.
Перша згадка про населений пункт датується серединою 14-го сторіччя.